# На початку століття
«На початку століття» — радянський художній фільм 1961 року, історико-біографічна кіноповість про життя і діяльність молодого В. І. Леніна в селі Шушенському, в Петербурзі, Женеві і Мюнхені.

## Сюжет
Фільм оповідає про життя і діяльність молодого В. І. Ульянова (Леніна) і його дружини Н. К. Крупської в сибірському засланні (село Шушенське), а потім в Петербурзі. Епізоди їх життя під час першої еміграції в Женеві і Мюнхені, де Ленін зустрічався з Г. В. Плехановим і налагоджував випуск першої загальноросійської газети РСДРП «Іскра».

## У ролях
| Актор               | Роль                                 |
| ------------------- | ------------------------------------ |
| Юрій Каюров         | Володимир Ульянов                    |
| Олена Сітко         | Надія Крупська                       |
| Микола Анненков     | Георгій Плеханов                     |
| Галина Кравченко    | Розалія Марківна Плеханова           |
| Гліб Стриженов      | Михайло Максимов                     |
| Софія Пилявська     | Віра Засулич                         |
| Афанасій Кочетков   | Бутов                                |
| Михайло Чєловєков   | Мінька                               |
| Володимир Любимов   | робітник                             |
| Микола Парфьонов    | селянин                              |
| Микола Погодін      | робітник                             |
| Варвара Обухова     | Єлизавета Василівна Крупська         |
| Ірина Ликсо         | Олександра Михайлівна Калмикова      |
| Віктор Авдюшко      | Прохор Баскаков                      |
| Валентина Ананьїна  | Васьона Баскакова                    |
| Станіслав Чекан     | мельник                              |
| Світлана Немоляєва  | служниця у Плеханова                 |
| Гурген Тонунц       | Олександр Потресов                   |
| Сергій Кулагін      | жандарм                              |
| Аза Ліхітченко      | заслана                              |
| Іван Воронов        | жандармський полковник               |
| Леонід Євтіф'єв     | Пантелеймон Миколайович Лепешинський |
| Сергій Калінін      | купець Прокопій Никонович            |
| Володимир Горєлов   | Микола Орлов                         |
| Олександра Денисова | Бабка-господиня ( немає в титрах )   |
| Ервін Кнаусмюллер   | епізод ( немає в титрах )            |
| Михайло Новохіжин   | вокал                                |

## Знімальна група
- Режисер-постановник:  Анатолій Рибаков
- Автор сценарію:  Сергій Єрмолинський
- Оператори-постановники:  Віктор Листопадов,  Юрій Схіртладзе
- Художник-постановник:  Стален Волков
- Грим: Антон Анджан
- Композитор:  Микола Пейко
- Звукорежисер: Лія Беневольська